# Poêle à blinis

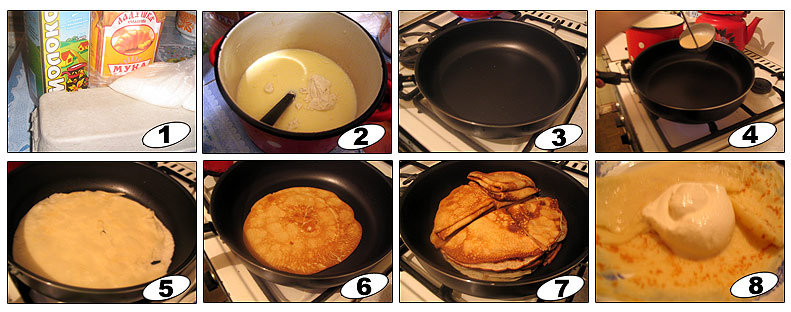
Les étapes de préparation des blinis.

Une poêle à blinis est un ustensile de cuisine utilisé principalement pour la cuisson des blinis, mais aussi des beignets et des pancakes. Elle est généralement d'un petit diamètre, d'environ 12 à 14 cm, et d'une remontée de 2 cm.